# Zig & Sharko
Zig & Sharko là loạt phim hoạt hình dài tập của Pháp do đạo diễn Olivier Jean-Marie sáng lập và được sản xuất bởi Xilam Animation. Loạt phim là câu chuyện về những "trận chiến" giữa chú linh cẩu nâu sống trên đảo núi lửa – Zig và chú cá mập trắng – Sharko. Bộ phim được phát sóng từ ngày 21 tháng 12 năm 2010 trên Canal+, có sẵn tại Mỹ trên nền tảng Netflix và trước đây là trên Toons.TV. Trong nguyên bản tiếng Pháp cũng như trong phần lớn các ngôn ngữ khác, các nhân vật chủ yếu dùng hành động cử chỉ để giao tiếp, hay đôi khi là dùng phụ đề. Chỉ có phiên bản ngôn ngữ Tiếng Hindi ở Ấn Độ là dùng lồng tiếng cho nhân vật.

## Nhân vật

### Nhân vật chính
Zig là một chú linh cẩu nâu sống trên đảo núi lửa luôn tìm cách để bắt và ăn thịt Marina. Zig cùng bạn thân là Bernie cùng nhau bày ra các kế hoạch xấu xa, lấy cảm hứng từ nhân vật Wile E. Coyote. Tuy nhiều toan tính nhưng Zig luôn thất bại và phải chịu những trận đòn bầm dập do thiếu may mắn, hoặc do Sharko, hoặc là do cả hai. Zig là nhân vật chính duy nhất không thể đi lại tự do cả trên cạn và dưới nước. Nếu ở dưới nước trong một thời gian dài, chú ta thường dùng thiết bị thở (thường là ống khí).
Sharko là một chú cá mập trắng to lớn, kiêm vệ sĩ và bạn trai của Marina. Chú là người bảo vệ cô khỏi Zig và các những kẻ thù khác. Sharko khinh thường Zig và thường "tẩm quất" cậu ta bất cứ khi nào anh ta gặp, ngay cả Zig không có ý định ăn thịt Marina. Sharko cực kỳ chung thủy với Marina, thường xuyên làm mọi cách để chiều lòng cô và đáp ứng mọi yêu cầu quá đáng của cô nàng. Anh ta rất thích bóng bàn và thường chơi nó với Marina hoặc một nhân vật phụ khác (thường là một chú bạch tuộc).
Marina là một nàng tiên cá xinh đẹp thường ngồi trên một tảng đá ở đầm gần đảo của Zig. Cô là tuýp nhân vật ngây thơ, tốt bụng, luôn muốn duy trì quan hệ tốt đẹp với tất cả mọi người, kể cả Zig. Cô thậm chí không biết đến ý định muốn ăn tươi nuốt sống của hắn. Không giống như hầu hết nhiều nhân vật nàng tiên cá khác, Marina có thể đi lại ra khỏi đại dương dễ dàng bằng cách sử dụng chân chèo của mình khi ở trên mặt đất.  Ở season 1, cô có một ngôi nhà bằng đá ở dưới đáy biển và sống cùng với Sharko. Ở Season 2, Marina sống trong một lâu đài cát. Marina thích ca hát, mà Sharko không thích. Tuy nhiên, giọng hát của cô là phổ biến với các sinh vật biển địa phương và thường có tác dụng Siren trên tàu đi qua. Trong tập phim "A Tale of Two Legs", nó được hàm ý mạnh Marina được sinh ra trên đảo của Zig một bà mẹ nàng tiên cá, cha con người và một con trai bé nàng tiên cá. (Lồng tiếng bởi Kathy Erison)
Bernie là một con ốc mượn hồn thông minh, sống trên đảo với Zig, bạn thân nhất của cậu, và nhiều lần hợp tác để bắt Marina. Mặc dù Bernie này dường như không có bất kỳ ác cảm nào đối với Marina hoặc Sharko, thậm chí cứu Marina vài lần khi cô đang bị đe dọa bởi một người nào đó khác hơn Zig. Trong tập "Catch A Falling Star" cậu ta bị crush bởi ngôi sao biển gắn trên đầu Marina.

### Khác
- Động vật trên đảo: Một số loài động vật sống trên đảo với Zig và Bernie, bao gồm khỉ, rắn, một con khỉ đột và một đôi voi biển. Những con vật này thường xuyên là những "con tốt thí" trong các cuộc xung đột giữa Zig với Sharko.
- Động vật dưới nước: Nhiều cá không rõ tên, bạch tuộc và động vật biển khác là nhân vật phụ suốt series. Chúng thường được sử dụng như là công cụ của các nhân vật chính trong một cách tương tự như The Flintstones. Ví dụ, cá kiếm đôi được dùng như cưa máy.
- Vua Neptune: Vua của biển. Hắn được mô tả là một gã đàn ông vô tích sự, là tên người cá đầy cơ bắp có vệ sĩ là bọn cá voi sát thủ. Hắn phải lòng Marina, tuy nhiên hắn là một trong số ít những nhân vật mà cô không thích. Hắn được biết đến như Mutton Ki Dukan của Nickelodeon Ấn Độ. Hắn thường xuyên nhúng tay vào cuộc xung đột với Zig, Bernie và Sharko. Trong mùa thứ 2, hắn được thay thể bởi Vua Poseidon.
- Người kể chuyện: chỉ xuất hiện trong phiên bản Tiếng Hindi.
- Insane Dolphin: một con cá heo bị mất trí xuất hiện trong hai tập phim - "Waterski Hit" và "The Return Of The Crazy Dolphin," cả hai lần giúp Zig trong nhứng kế hoạch của học kết thúc bằng những kết quả tai hại. Trong số những thứ khác, Crazy Dolphin nhiều lần sai lầm đi tàu hàng cho các hãng máy bay địch, trong đó cậu cố gắng để cho nổ với quả mìn gắn trên người mình. Vào cuối của cả hai tập phim, cậu ta thổi đảo với mìn của mình.
- Survivor: một thượng cổ người xuất hiện trong tập phim "A Lovesick Survivor". Ông đã có một lòng Marina, nhưng ông cũng sợ Sharko và ông là một đối thủ của Zig. Ông cũng đã có vai khách mời trong tập phim "At Your Service" và "The Tiny Tyrant".
- Ngư dân: một người đàn ông muốn có Marina tham gia chương trình của ông và là kẻ thù của Sharko. Ông đã xuất hiện trong tập phim "Liberate Marina".
- The Manic Mermaid: một nàng tiên cá tóc vàng người cố gắng để ăn cắp Sharko xa Marina. Các màu sắc của cái đuôi của cô cũng giống như King Neptune.
- Sharko's Rival: một con cá điện hôn Marina trong tập phim "The Challengers" và "The Rival".
- Adult Seal: trợ lý của ngư dân ở các tập phim "Liberate Marina."
- The Coach: một con hổ người cố gắng huấn luyện Zig để nắm bắt Marina.
- Jellyfish: một sinh vật đánh cắp mắt Zig trong "Magical Jellyfish".
- Thủy thủ cận thị: người thủy thủ liên tục tình cờ để tàu chở hàng của mình lên đảo. Trong một vài tập Zig sử dụng vật phẩm tìm thấy trong hầm hàng, chẳng hạn như đồ chơi và bộ xây dựng, trong những nỗ lực liên tục của mình để nắm bắt Marina.

## Giải thưởng và đề cử
Tập phim mang tên "Birthday Party" được đề cử chính thức tại Annecy Animation Festival 2011 ở hạng mục 'chương trình truyền hình'.